# Max von Zeppelin
Graf Max von Zeppelin (* 6. August 1856 in Stuttgart; † 3. Dezember 1897 ebenda) war ein deutscher Zoologe, Forschungsreisender und Hofmarschall.

## Leben
Als Sohn des Grafen Karl von Zeppelin, damals Hofmarschall des Kronprinzen Karl von Württemberg, wandte sich Zeppelin nach humanistischen Studien den Naturwissenschaften zu. In Hohenheim, Tübingen, Straßburg, München, Freiburg und Hann. Münden studierte er vor allem Naturgeschichte. Er war Mitglied des Corps Rhenania Straßburg (1877), des Corps Franconia München (1879) und der Andree’schen Tischgesellschaft (1878). Mit einer zoologischen Arbeit über einen marinen Vielborster wurde er in Freiburg zum Dr. phil. promoviert.
Zoologischen Aufenthalten auf Helgoland schlossen sich Forschungsreisen und Jagdausflüge nach Skandinavien an. Bei seiner Neigung zum Norden schloss er sich 1891 der vom Polarfahrer Wilhelm Bade geleiteten Spitzbergenfahrt mit dem Dampfer Amely an. Dahinter stand Deutschlands Interesse, die Fanggründe der Hochseefischerei zurückzugewinnen, die früher die Hamburger neben den niederländischen Walfängern beherrscht hatten. An der Fahrt nahm auch der Bergingenieur Leo Cremer aus Bochum teil, um die bekannten Kohlevorkommen auf der Bäreninsel und Spitzbergen auf ihre Abbauwürdigkeit zu prüfen.
1892 bereiste Zeppelin Wyoming, den Grand Canyon und Südkalifornien. Er besuchte fachwissenschaftliche Kongresse und förderte als königlich württembergischer Hofmarschall das wissenschaftliche Leben in seiner Heimat. Auf dem Jenaer Geographentag im April 1896 erkrankte er an einer Bronchitis, von der er sich nicht erholte. Anderthalb Jahre später erlag er einem Schlaganfall im 53. Lebensjahr. Eine große Trauergemeinde aus allen Kreisen und Schichten geleitete den Mann zu Grabe.

## Werke
- Ueber den Bau und die Theilungsvorgänge des Ctenodrilus Monostylos nov. Spec. Diss. Freiburg 1883 (archive.org).
- Reise-Skizzen aus Norwegen, Schweden und Dänemark sowie ein Besuch der Insel Helgoland. Schorndorf 1885.
- Reisebilder aus Spitzbergen, Bären-Eiland und Norwegen nach täglichen Aufzeichnungen. Stuttgart 1892.
- Vom Fels zum Meer (1896)[5]